# Desiree Ellis
Desiree Ellis (* 14. März 1963 in Salt River, Kapstadt) ist eine ehemalige südafrikanische Fußballspielerin und heutige -trainerin. Sie gehört mit zu den ersten Spielerinnen der südafrikanischen Nationalmannschaft und war zeitweise Kapitänin dieser Mannschaft. Sie wurde im Jahr 2018 von der CAF als Trainerin des Jahres ausgezeichnet, als sie die Nationalmannschaft zum ersten Mal zu einer WM-Teilnahme brachte. Im April 2023 wurde sie mit der Order of Ikhamanga ausgezeichnet.

## Karriere

### Vereine
In ihrer Kindheit und Jugend gab es in Südafrika noch keine Fußballklubs für Mädchen, weshalb sie mit anderen Jungs nach der Schule auf der Straße spielte. Erst ab dem Jahr 1978 spielt sie bei Athlone Celtic erstmals in einer organisierten Mannschaft. Danach war sie ab 1985 noch bei Wynberg St Johns, wo sie kurz aktiv war, danach ging es über Joyces United und St Albans City in England im Jahr 1991 zu den Spurs Ladies, welche mit zu den ältesten Frauenfußballklubs gehören. Dort verbrachte sie noch einmal gut 11 Jahre und beendete schließlich im Jahr 2002 ihre Karriere.

### Nationalmannschaft
Als Pionierin des Frauenfußballs in Südafrika, war sie auch Teil des ersten Spiels der Nationalmannschaft jemals. Bei dem 14:0-Sieg über Swaziland in Johannesburg, welche ebenfalls ihr erstes Spiel jemals austrugen, erzielte sie zudem noch einen Hattrick. Bei der Qualifikation für die Weltmeisterschaft 1995 erreichte sie mit ihrer Mannschaft das Finale, unterlag hier jedoch am Ende deutlich Nigeria. Ihr letztes Turnier war schließlich die COSAFA Women’s Championship 2002, wo sie mit ihrer Mannschaft am Ende erstmals einen Titel gewann.
Insgesamt hatte sie 32 Einsätze für die Nationalmannschaft, von denen 23 gewonnen werden konnten.

### Trainerin
Neben ein paar anderen Tätigkeiten fungierte sie von 2006 bis 2016 als Trainerin der Spurs. Schon irgendwann vor 2016 war sie bereits im Stab der Nationalmannschaft als Co-Trainerin beschäftigt. Unter Cheftrainerin Vera Pauw begleitete sie diese beim Olympiaturnier 2016, wo man noch in der Gruppenphase ausschied. Nach der Trennung des Verbands von Pauw, wurde sie schließlich zur Interimstrainerin beordert. Im Februar 2018 wurde daraus dann schließlich offiziell auch eine Stelle als Nationaltrainerin. Im selben Jahr führte sie ihre Mannschaft dann ins Finale des Afrika-Cup 2018, damit qualifizierte sie sich mit ihrem Team dann auch erstmals für eine Weltmeisterschaft. Beim Turnier im Jahr 2019 schaffte die Nationalmannschaft jedoch keinen Punktgewinn und nur ein erzieltes Tor. Beim Afrika-Cup 2022 gelang ihr mit ihrer Mannschaft dann der Titelgewinn bei diesem Wettbewerb, damit gelang dann auch wieder die Qualifikation für die Weltmeisterschaft 2023.
Von der CAF wurde in den Jahren 2018, 2019 und 2022 als beste Frauentrainerin des Jahres ausgezeichnet.